# Dorstenia capricorniana
Dorstenia capricorniana är en mullbärsväxtart som beskrevs av J.P.P. Carauta, M. da C. Valente och D.B. Sucre. Dorstenia capricorniana ingår i släktet Dorstenia och familjen mullbärsväxter. Inga underarter finns listade i Catalogue of Life.